# دينيس فويلت
دينيس فويلت (بالإنجليزية: Dennis Viollet) مواليد 20 سبتمبر 1933 في مانشستر، لانكشر، إنجلترا - الوفاة 6 مارس 1999 في جاكسونفيل، الولايات المتحدة، كان لاعب كرة قدم إنجليزي كان يلعب ك. لعب خلال مسيرته 494 مباراة سجل خلالها 232 هدفاً.

## مرحلة الشباب

### أندية لعب لها
- مانشستر يونايتد

## المسيرة الاحترافية

### أندية لعب لها
- مانشستر يونايتد
- ستوك سيتي
- نادي لينفيلد

## وصلات خارجية
- دينيس فويلت على موقع قاعدة بيانات كرة القدم.إي يو (الإنجليزية)
- دينيس فويلت على موقع ناشيونال فوتبول تيمز (الإنجليزية)

- الموقع الرسمي